# Trzy stygmaty Palmera Eldritcha
Trzy stygmaty Palmera Eldritcha (tyt. oryg. The Three Stigmata of Palmer Eldritch) – powieść napisana przez amerykańskiego pisarza science fiction, Philipa K. Dicka w roku 1964, w okresie jego największej aktywności twórczej, a wydana rok później. W książce, której akcja synchronicznie toczy się na Ziemi i w kolonii na Marsie, Dick nawiązuje do leitmotivu swojej twórczości – iluzoryczności życia. Co charakterystyczne dla tego autora, fabuła staje się pretekstem do rozważań filozoficznych i teologicznych.

## Opis fabuły
Dick, zainteresowany wówczas narkotykami halucynogennymi, właśnie wokół nich zawiązuje fabułę utworu. Tytułowy Palmer Eldritch, tajemniczy przemysłowiec, który kilka lat wcześniej wyleciał na Proximę Centauri, wraca ze swojej wyprawy, przywożąc z otchłani kosmosu narkotyk Chew-Z, który – według samego Eldritcha – jest w stanie zapewnić zażywającemu go życie wieczne. „Bóg obiecuje życie wieczne. My je dajemy” – głosi jego hasło reklamowe. Leo Bulero, dzięki sprzedawaniu Can-D będący dotychczas monopolistą na rynku używek, obawia się, że jego dominacja może zostać zachwiana przez nowy produkt. Do rozwiązania zagadki wyznacza swojego zaufanego współpracownika, Barneya Mayersona, który w dalszej części książki musi się zmierzyć nie tylko z konkurencyjną korporacją, ale też z własnymi słabościami i problemami przeszłości.

## Odbiór w Polsce
Na język polski książka została przetłumaczona przez Zbigniewa A. Królickiego. Pierwsze jej wydanie w języku polskim ukazało się w roku 1990 nakładem wydawnictwa Amber i zostało dobrze przyjęte. Od tego czasu powieść była wznawiana kilkukrotnie. Dzieło Amerykanina doczekało się w 2006 roku polskiej adaptacji scenicznej w reżyserii Jana Klaty, na deskach Teatru Starego w Krakowie, w której w rolę Leo Bulero wcielił się Jan Peszek, a w rolę Barneya Mayersona Hubert Zduniak.